# スウィート・ブラインドネス
「スウィート・ブラインドネス」（Sweet Blindness）は、ローラ・ニーロが1968年に発表した楽曲。同年、フィフス・ディメンションがカバーして全米チャート13位を記録した。

## 概要
1968年3月13日発売のセカンド・アルバム『イーライと13番目の懺悔』に収録された。その後、1977年6月発売のライブ・アルバム『光の季節』にライブ・バージョンが収録されている。
同年8月、フィフス・ディメンションのアルバム『Stoned Soul Picnic』に収録される。9月にシングルカットされ、11月9日から11月16日にかけてビルボード・Hot 100で2週連続13位を記録した。ビルボードのR&Bチャートにおいては45位を記録した。
1997年に発売されたローラ・ニーロのトリビュート・アルバム『Time and Love: The Music of Laura Nyro』の中で、ホリー・コールが本作品をカバーしている。